# Bryce Deadmon
Bryce Deadmon (Missouri City, 26 de marzo de 1997) es un deportista estadounidense que compite en atletismo, especialista en las carreras de relevos.
Participó en dos Juegos Olímpicos de Verano, obteniendo tres medallas, oro en Tokio 2020 (4 × 400 m) y dos en París 2024, oro en 4 × 400 m y plata en 4 × 400 m mixto. Ganó una medalla de oro en el Campeonato Mundial de Atletismo de 2022, en el relevo 4 × 400 m.

## Palmarés internacional
| Juegos Olímpicos   | Juegos Olímpicos        | Juegos Olímpicos | Juegos Olímpicos |
| Año                | Lugar                   | Medalla          | Prueba           |
| ------------------ | ----------------------- | ---------------- | ---------------- |
| 2020               | Tokio (Japón)           | Medalla de oro   | 4 × 400 m        |
| 2024               | París (Francia)         | Medalla de oro   | 4 × 400 m        |
| 2024               | París (Francia)         | Medalla de plata | 4 × 400 m mixto  |
| Campeonato Mundial |                         |                  |                  |
| Año                | Lugar                   | Medalla          | Prueba           |
| 2022               | Eugene (Estados Unidos) | Medalla de oro   | 4 × 400 m        |